# Соловьёвское сельское поселение (Смоленская область)
Соловьёвское сельское поселение — упразднённое муниципальное образование в составе Кардымовского района Смоленской области России.
Административный центр — деревня Соловьёво.
Образовано законом от 2 декабря 2004 года. Упразднено законом от 20 декабря 2018 года с включением всех входивших в его состав населённых пунктов в Шокинское сельское поселение.

## Географические данные
- Расположение: восточная часть Кардымовского района
- Граничит:
  - на севере — с Ярцевским районом (Подрощинское сельское поселение)
  - на востоке — с Дорогобужским районом (Усвятское сельское поселение)
  - на юго-востоке — с Глинковским районом (Доброминское сельское поселение)
  - на юге — с Первомайским сельским поселением
  - на западе — с Берёзкинским сельским поселением
  - на северо-западе — с Шокинским сельским поселением
- По территории поселения проходит автомобильная дорога Р134 «Старая Смоленская дорога» Смоленск — Дорогобуж — Вязьма — Зубцов.
- Рельеф спокойный. Лесистость неравномерная — основная часть леса растёт на левом берегу Днепра, тогда как правый берег занимают луга. По территории поселения протекают реки: Днепр, Вопь, Устром, Лосьмена, Орлея, Водва, Натрица. Также имеются озёра: Страдино, Круглое, Ореховое, Княжеское, Старый Днепр. На р. Натрице в д. Слобода построено водохранилище.

## Население
| 2007 | 2011 | 2012 | 2013 | 2014 | 2015 | 2016 |
| ---- | ---- | ---- | ---- | ---- | ---- | ---- |
| 502  | ↗507 | ↗516 | ↗531 | ↗542 | ↘541 | ↗542 |
| 2017 | 2018 | 2019 |      |      |      |      |
| ↗554 | ↗556 | ↘543 |      |      |      |      |

## Населённые пункты
На территории поселения находилось 13 населённых пунктов:
- Беднота (деревня)
- Городок (деревня)
- Еськово (деревня)
- Коровники (деревня)
- Красный Пахарь (деревня)
- Макеевская (деревня)
- Мамоново (деревня)
- Новая Жизнь (деревня)
- Пнево (деревня)
- Раскосы (деревня)
- Репухово (деревня)
- Соловьёво (деревня)
- Часовня (деревня)